# Sweet Melody
«Sweet Melody» es una canción del grupo británico Little Mix. Se lanzó como sencillo a través de RCA UK el 23 de octubre de 2020, como parte de su sexto álbum de estudio Confetti.

## Antecedentes y composición
El 18 de octubre de 2020, la banda publicó un video teaser en Twitter insinuando un próximo anuncio. El 19 de octubre del mismo año, publicaron la fecha de lanzamiento de la canción junto con una vista previa. «Sweet Melody» contiene sonidos pop y toques del moombahton, líricamente aborda de «ese chico del que alguien se puede enamorar»... «se vive una historia hasta que se le conoce en realidad».

## Video musical
El 21 de octubre de 2020, divulgaron en sus redes sociales que el video musical oficial de la canción se lanzaría pronto. Un día después, Little Mix anunció a través de Twitter que el video musical se lanzaría el 23 de octubre. El clip fue dirigido por KC Locke.

## Presentaciones en vivo
El 20 de octubre de 2020, se anunció que Little Mix interpretaría «Sweet Melody» en los MTV Europe Music Awards 2020. El 24 de octubre, Little Mix interpretó el tema en el primer show en vivo de Little Mix The Search,  en dicha presentación Jade Thirlwall estuvo ausente debido al aislamiento social de ese momento.

## Posicionamiento en listas
| Listas (2020)                       | Mejor posición |
| ----------------------------------- | -------------- |
| Bélgica (Ultratop) Flanders         | 15             |
| Escocia (Official Charts Company)   | 1              |
| Estados Unidos (Digital Song Sales) | 39             |
| Europa Digital Songs (Billboard)    | 4              |
| Grecia (IFPI)                       | 78             |
| Hungría (Single Top 40)             | 17             |
| Irlanda (IRMA)                      | 8              |
| Lituania (AGATA)                    | 99             |
| Nueva Zelanda Hot Singles (RMNZ)    | 8              |
| Países Bajos (Single Top 100)       | 2              |
| Reino Unido (UK Singles Chart)      | 1              |
| Suiza (Schweizer Hitparade)         | 83             |

## Certificaciones
| País (organismo certificador) | Certificación | Unidades certificadas |
| ----------------------------- | ------------- | --------------------- |
| Brasil (PMB)                  | Platino       | 40 000                |
| Reino Unido (BPI)             | Platino       | 600 000               |

## Historial de lanzamiento
| País        | Fecha                  | Formato                      | Versión   | Discográfica   | Ref          |
| ----------- | ---------------------- | ---------------------------- | --------- | -------------- | ------------ |
| Varios      | 23 de octubre de 2020  | Descarga digital y streaming | Original  | RCA Records UK | [ 2 ] [ 25 ] |
| Varios      | 23 de octubre de 2020  | Descarga digital y streaming | PS1 Remix | RCA Records UK | [ 26 ]       |
| Reino Unido | 23 de octubre de 2020  | Contemporary hit radio       | Original  | RCA Records UK | [ 27 ]       |
| Australia   | 6 de noviembre de 2020 | Contemporary hit radio       | Original  | Sony           | [ 28 ]       |